# قلندر (مرند)
قلندر هي قرية في مقاطعة مرند، إيران. في تعداد عام 2006، لوحظ وجودها، ولكن لم يتم الإبلاغ عن سكانها.